# Mpal
Mpal (o M'Pal) és un municipi del nord del Senegal, a 230 km de Dakar la capital, a 33 km de la ciutat de Saint-Louis.

## Història
El 1883 s'hi va establir una posició militar per vigilar la via fèrria que estava construint la Compagnie des Bâtignolles i que travessava el Cayor anant des de Dakar a Saint Louis del Senegal. El 1884 la secció de ferrocarril de Dakar-Mpal ja s'havia acabat.
Creat l'any 1995, el CEM (Col·legi d'ensenyament mitjà) de Mpal porta el nom del marabout Seydil Hadj Rawane Ngom, una gran figura religiosa local.

## Administració
La comunitat rural de Mpal és part del districte de Rao, al departament de Saint-Louis (regió de Saint-Louis).
La comunitat fou erigit en municipi (comuna) el juliol del 2008.

## Geografia

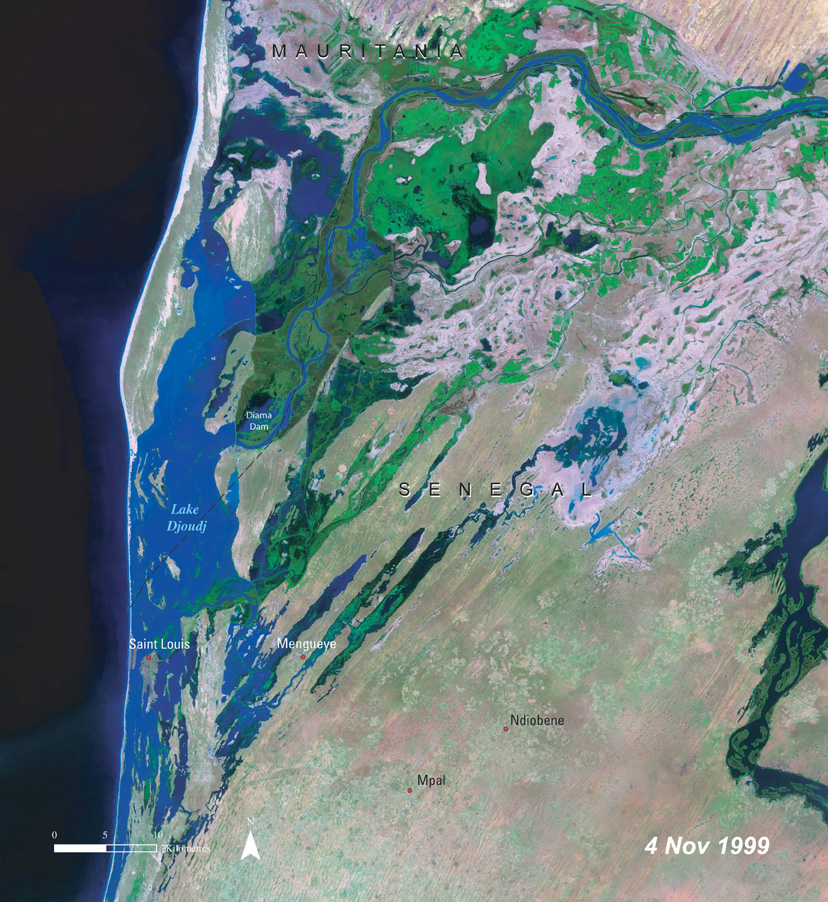
Mpal sobre una foto satèl·lit de la NASA de 1999 (en la part inferior de la imatge, al centre)

Les localitats més pròximes són Mbakhas, Birane Gaye, Mbirane Gaye, Begaye Samb, Tal Diop, Mbaye Mbaye i Ndabe Tal.

## Física géologica
El poble es troba a prop del Bosc classificat de Mpal.

## Activitats econòmiques
Encara que la línia de ferrocarril Dakar-Sant-Louis no transporta actualment viatgers, Mpal es troba prop d'un eix viari, la carretera nacional N2.